# Rob Ray
Robert John "Rob" Ray, född 8 juni 1968 i Stirling, Ontario, Kanada, är en kanadensisk före detta professionell ishockeyspelare, som spelade 14 säsonger i Buffalo Sabres och två i Ottawa Senators. 
Han är mest känd för sin ovana att slåss under matcherna i NHL under 1990-talet. En vanlig teknik han tog till var att ta av sig, förutom sin hjälm och sina handskar, sin tröja och sina axelskydd i starten av sina slagsmål, så att motståndaren inte kunde ta tag i honom. Detta resulterade i att NHL införde den så kallade "Rob Ray-regeln" som gav slagskämparna mer utvisningsminuter om de tog av sig sina skydd i ett slagsmål.
1999 fick Rob Ray utmärkelsen King Clancy Memorial Trophy för sitt ledarskap och humanitära arbete utanför ishockeyn.